# محمدتقی شاهرودی
محمدتقی شاهرودی از بازاریهای تهرانی بود، که در دوره نخست به‌عنوان نماینده تهران در مجلس شورای ملی حضور داشت.